# كين آدم
كين آدم (بالإنجليزية: Ken Adam) (و. 1921 – 2016 م) هو مصمم الإنتاج من المملكة المتحدة، ألمانيا . ولد في برلين .
توفي في لندن .

## التعليم
تعلم في كلية لندن الجامعية.

## الخدمة العسكرية
خدم في سلاح الجو الملكي، والجيش البريطاني.

## جوائز وترشيحات
حصل على جوائز منها:
- ضابط رتبة الإمبراطورية البريطانية
- جائزة الأوسكار لأفضل تصميم إنتاج، عن عمل:باري ليندون
- جائزة الأوسكار لأفضل تصميم إنتاج، عن عمل:جنون الملك جورج.

ترشح لـ:
- جائزة الأوسكار لأفضل تصميم إنتاج، عن عمل:حول العالم في 80 يومًا
- جائزة الأوسكار لأفضل تصميم إنتاج، عن عمل:Addams Family Values
- جائزة الأوسكار لأفضل تصميم إنتاج، عن عمل:الجاسوس الذي أحبني
- جائزة الأوسكار لأفضل تصميم إنتاج، عن عمل:باري ليندون
- جائزة الأوسكار لأفضل تصميم إنتاج، عن عمل:جنون الملك جورج.

## روابط خارجية
- كين آدم على موقع IMDb (الإنجليزية)
- كين آدم على موقع مونزينجر (الألمانية)
- كين آدم على موقع ألو سيني (الفرنسية)
- كين آدم على موقع أول موفي (الإنجليزية)
- كين آدم على موقع قاعدة بيانات الأفلام السويدية (السويدية)
- كين آدم على موقع قاعدة بيانات الفيلم (الإنجليزية)